# 特洛伊·麦克卢尔
特洛伊·麦克卢尔（英語：Troy McClure）是美国动画情景喜剧《辛普森一家》中的角色，由菲尔·哈特曼配音，在第2季第13集《霍默对抗莉萨和第8戒》中首次亮相。麦克卢尔是过气演员，出场时通常都在从事低层次工作，如主持电视购物节目或教育影片等。作为《一条叫塞尔玛的鱼》中的核心角色，他娶了塞尔玛·布维尔为妻，希望能给江河日下的事业带来起色，同时也制止有关自己私生活的流言。此外，麦克卢尔还是《辛普森一家第138集洋洋大观》和《辛普森一家番外展示》的“主持人”。
麦克卢尔的姓名、性格特征从一定程度上而言是以B級片男演员特洛伊·多纳胡和道格·麦克洛為藍本，再融入哈特曼本人的设计。哈特曼于1998年5月28日去世，他在《辛普森一家》中配音的所有人物均予取消，麦克卢尔的最后一次亮相则是在第10季第10集《母亲巴特》中。麦克卢尔经常被评为节目中最受欢迎的角色之一，2006年评选“《辛普森一家》25大外围人物”，麦克卢尔位居榜首。

## 在《辛普森一家》中的人物设定
特洛伊·麦克卢尔属于典型的好莱坞过气明星，他曾是20世纪70年代初的明星，但事业因出现指称他有涉及鱼类的性偏好而开始走下坡路。他在《辛普森一家》中出场的大部分情况下都是在主持一些视频短片，其他角色则通过电视或是在某公共场所看到他。麦克卢尔经常出现在教育影片和购物节目中，他出场时通常会自我介绍：“你好，我是特洛伊·麦克卢尔。你可能还记得我在（某电影、教育片或是旁外配音）中扮演（配音）的……”，并且会提及两项与当时节目类似的作品。例如在第10季第10集《母亲巴特》（Bart the Mother）中，麦克卢尔向观众介绍一部有关鸟类的影片时说：“你好，我是特洛伊·麦克卢尔。你可能还记得我出演的《蠼螋：真恶心！》（Earwigs: Eww!）和《男人对抗大自然：胜利之路》（Man vs. Nature: The Road to Victory）”。
麦克卢尔是第7季第19集《一条叫塞尔玛的鱼》（A Fish Called Selma）的核心人物。他在这集里开始和塞尔玛·布维尔交往，布维尔在机动车辆部工作，之前为麦克卢尔做过视力测试，两人由此相识。两人的关系令麦克卢尔的事业出现起色，他得以出演《人猿星球》的音乐舞台剧改编作品《停止人猿星球，我要下去！》（Stop the Planet of the Apes, I Want to Get Off!）。为了进一步推动麦克卢尔的事业，经济人提议他结婚。塞尔玛对麦克卢尔的动机一无所知，她接受了他的求婚，搬进麦克卢尔家里，这座现代主义风格建筑看上去就像飞碟。麦克卢尔在单身聚会上喝多了酒，告诉霍默·辛普森这场婚事只是为了提升自己的事业。霍默在婚礼上什么也没说，但之后不经意间让夫人玛琦得知了麦克卢尔的真实想法。塞尔玛知道后决定还是继续和麦克卢尔在一起，但是，丈夫的经济人又建议两人生孩子（因为“如今所有的肥差都要落到有家室的男人手上”），塞尔玛对此感到不安。有了孩子，麦克卢尔就很有希望成为麦克贝恩（McBain）的搭档，共同主演《麦克贝恩4：致命排放》（McBain IV: Fatal Discharge），但塞尔玛不愿意让孩子从这样一段没有爱情的关系中降生，决定离开麦克卢尔。麦克卢尔最终得到了角色，但他选择了拒绝，决定投身自己的项目，自导自演二十世紀福克斯的电影（无译名）。
除了按剧情设定中出场外，麦克卢尔还是《辛普森一家第138集洋洋大观》（The Simpsons 138th Episode Spectacular）和《辛普森一家番外展示》（The Simpsons Spin-Off Showcase）的主持人。其中前一部的节目内容相于《辛普森一家》的幕后访谈，回答一些问题，还包含有“前所未见”的花絮内容。第二部则在节目中介绍了3种可能出现的《辛普森一家》番外作品。

### 其他媒体
作为“春田镇世界”玩具系列的组成部分，麦克卢尔也被制成了动作玩偶，与“名人系列第1波”的其它玩具一起发售。他还在电子游戏《辛普森一家：虚拟春田镇》（Virtual Springfield）中短暂露面，向玩家介绍春田镇。

## 角色

### 创作

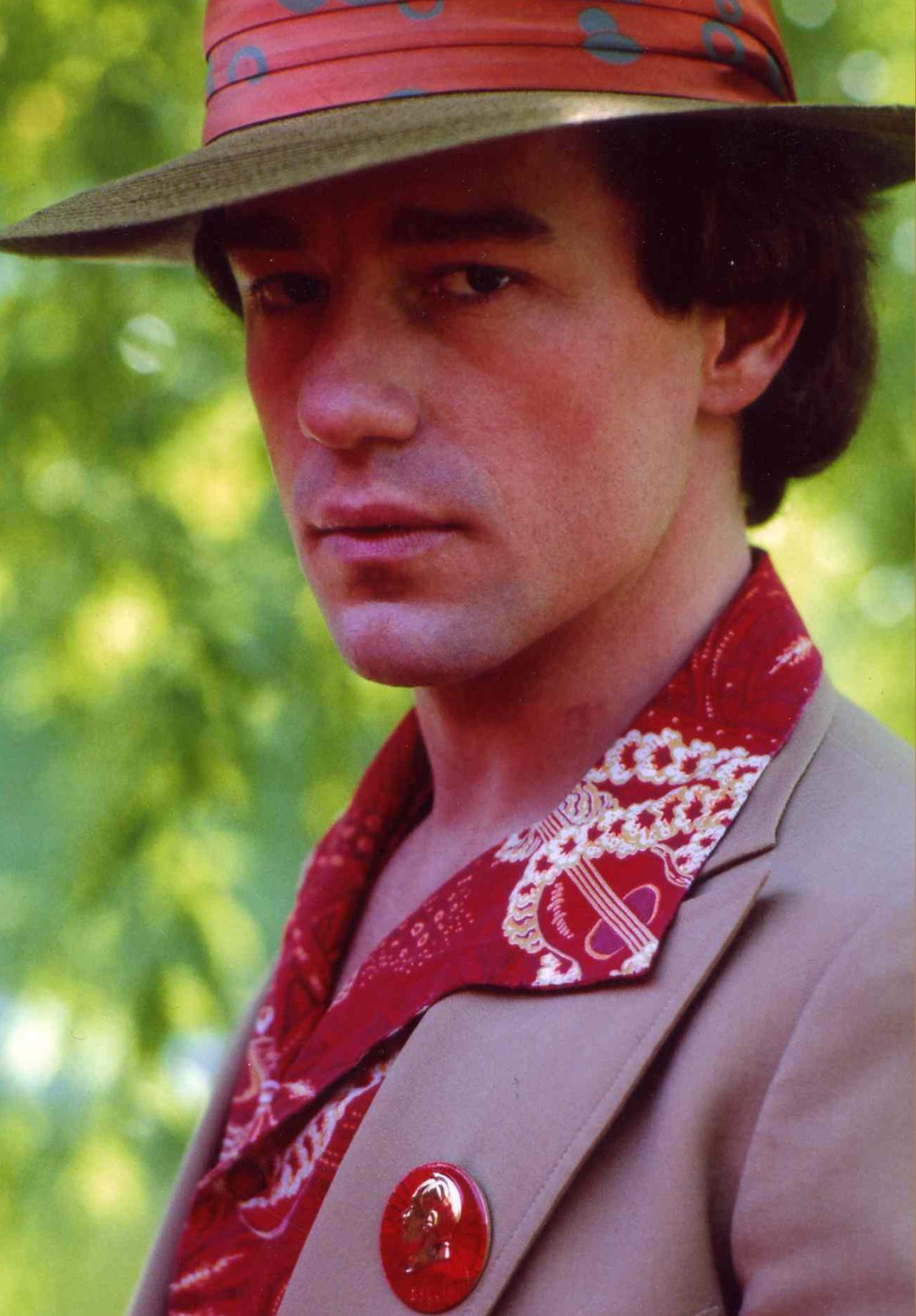
菲尔·哈特曼为特洛伊·麦克卢尔配音

特洛伊·麦克卢尔属于典型的过气好莱坞男星，他的姓名源自B级片男演员特洛伊·多纳胡（Troy Donahue）和道格·麦克洛（Doug McClure），两人在性格上也有某些方面与该角色类似。编剧迈克·里斯（Mike Reiss）之后认识了道格·麦克洛的女儿，后者透露，父亲对麦克卢尔一角的致敬意味感到很有趣，而且麦克洛的孩子们在爸爸不在场时会直接以“特洛伊·麦克卢尔”来代指父亲。《辛普森一家》主创人马特·格勒宁表示，菲尔·哈特曼配音的每句台词都能产生“最多的喜感”，所以选择他来为麦克卢尔配音。哈特曼的外貌和麦克卢尔有一定程度的相似之处。此外，设计麦克卢尔的形象时还在他右眼下方加多了一条线，表明他曾拉过皮。
麦克卢尔在《辛普森一家》第2季第16集《巴特的狗拿了》中有非常短暂的露面，不过这里他是由丹·卡斯泰拉内塔而非哈特曼配音。

### 发展
据执行制作人阿尔·让（Al Jean）表示，《辛普森一家》的一众编剧经常把麦克卢尔当成“紧急按钮”使用，如果他们觉得某集节目中的幽默不够多，就会祭出这个角色作为救场法宝。
麦克卢尔的人物性格在《一条叫塞尔玛的鱼》中得到最为彻底的体现，剧中对他的私生活和背景有更深入的描写。《辛普森一家》节目运作人比尔·欧克利（Bill Oakley）和乔希·温斯坦（Josh Weinstein）都很喜欢哈特曼，希望将一整集节目都围绕麦克卢尔展开，给予哈特曼最大的发挥空间。塞尔玛·布维尔“总是在嫁人”，所以剧情安排她和麦克卢尔成婚。动画师马克·柯克兰（Mark Kirkland）对麦克卢尔成为这集节目的主角感到特别高兴。他很喜欢解读哈特曼的画外音演出，《一条叫塞尔玛的鱼》也让他和其他动画师有机会将麦克卢尔更加“直观地作为人物展开”。
《一条叫塞尔玛的鱼》中多处暗示麦克卢尔有奇怪的性喜好，但编剧们起初并不知道这种古怪的性喜好到底是什么，之后才根据执行制作人詹姆斯·L·布鲁克斯的建议决定为恋鱼癖。乔希·温斯坦表示，这一恋鱼癖的构想是“如此变态和古怪，简直超乎想象。”

### 退出
1998年哈特曼去世后，《辛普森一家》剧组没有另找配音演员，而且安排哈特曼配音的所有角色退出节目，麦克卢尔和莱昂内尔·许茨均在其中。麦克卢尔最后一次出场是在第10季第10集《母亲巴特》中，节目的字幕中说明本集是向菲尔·哈特曼致敬。哈特曼去世前曾表示有兴趣制作有关特洛伊·麦克卢尔的真人电影，《辛普森一家》的许多剧组人员也对项目很有兴趣，并提议帮忙。哈特曼“期待会有这部真人电影，来宣传（麦克卢尔的）贝蒂·福特形象”。马特·格勒宁之后接受《帝国杂志》采访时表示，这一真人电影还只停留在一时的热情阶段，但“肯定会很好玩”。

## 反响和文化影响
离开《辛普森一家》后，特洛伊·麦克卢尔仍然是人气很高的配角人物。2006年，评选“《辛普森一家》25大外围人物”，麦克卢尔位居榜首，称他是个“奇妙而且很有娱乐性的角色，（向观众）展示出《辛普森一家》里的小人物可以演到什么样的程度”。电视小队的亚当·芬利于2007年发表有关《辛普森一家》客串明星的文章，称“《辛普森一家》中部分最有趣的瞬间都是（麦克卢尔）的功劳”。菲尔·哈特曼也在美国在线评选的最受欢迎的25位《辛普森一家》客串明星中位居榜首。
克里斯·特纳（Chris Turner）在《辛普森行星》（Planet Simpson）中指出，麦克卢尔和莱昂内尔·许茨“一起……代表节目中（指《辛普森一家》）除永久性人物以外最重大的成就”，而且“如果没有他们，节目的黄金时代将难以想象”。他还进一步指出，“虚情假意的好莱坞类型（人物）……已经老掉牙了，但哈特曼的版本却能在每一次出场时（向这一类型）注入新的生命。麦克卢尔已经成为这一类型的神圣典范，是对此类型极其风趣的重新解读，他那标志性的自我介绍……已经成为大致介绍任何人造媒体形象的速成样板。”
麦克卢尔戏份最重的《一条叫塞尔玛的鱼》是许多《辛普森一家》剧组成员最喜欢的一集，多个媒体也将这集列入《辛普森一家》最佳剧集之列。《娱乐周刊》在评选最优秀的25集《辛普森一家》时，将本集排在第8位；将本集评为第7季最优秀的一集，而且称其为“显而易见的选择”，还认为剧中麦克卢尔的《人猿星球》音乐剧是该集中最出色的桥段，“甚至可能是整部剧集”最优秀的段落。
麦克卢尔是菲尔·哈特曼最广为人知的角色之一。拍摄《新闻广播台》（NewsRadio）进入剧间休息时，他经常用麦克卢尔的声音来娱乐现场观众。哈特曼一度声称：“我最喜欢的粉丝就是特洛伊·麦克卢尔的粉丝。”他还说：“这是我生命中唯一一件几乎成为兴趣爱好的工作，我纯粹是因为喜欢而做”。1998年哈特曼被谋杀后，多份讣告中都认为麦克卢尔一角是他演艺生涯中的亮点之一。英国广播公司在报道中称：因为有麦克卢尔和莱昂内尔·许茨，哈特曼的“嗓音也为数以百万的人们所知”。